# Peter Tredgett
Aubry William Peter (Peter) Tredgett (Purley, 1 september 1931 - Gouda, 10 april 2013) was een Nederlandse beeldhouwer.

## Leven en werk
De in Engeland geboren Tredgett trouwde met een Nederlandse vrouw en vestigde zich in 1965 in Gouda. Hij werd ontwerper bij de plateelfabriek Goedewaagen. Voor dit bedrijf ontwierp hij in 1972 vier nieuwe pijpmodellen onder de naam Panache. Drie van deze geometrisch gevormde modellen werden in serieproductie genomen voor de export naar Amerika.
Na het vertrek van Goedewaagen naar het Drentse Nieuw-Buinen bleef Tredgett als beeldend kunstenaar gevestigd in Gouda. Voor het Groenhovenpark aldaar maakte hij de bronzen sculptuur Hump Back ('de gebochelde').
Tredgett overleed in april 2013 op 81-jarige leeftijd in zijn woonplaats Gouda. In februari 2014 werd er in het Kunstcentrum Burgvliet in Gouda een tentoonstelling van zijn werk gehouden. Tredgett was de vader van de in Groningen gevestigde edelsmid Willem Tredgett.